# Miejsce (antropologia)
Miejsce (antropologia) ― dla lepszego zrozumienia definicji pojęcia "miejsca" konieczna jest definicja pojęcia "przestrzeń". Pojęcia te muszą jednocześnie współistnieć.
„Przestrzeń” to abstrakcyjny termin określający złożony zespół pojęć. Ludzie żyjący w różnych kulturach różnią się między sobą sposobem, w jaki dzielą świat, wartościami, jakie przypisują jego częściom i sposobami, w jakie je mierzą. Sposoby oddzielania przestrzeni różnią się wielce stopniem wyrafinowania i komplikacji, odmienne są również techniki określania rozmiarów i odległości. 
Człowiek organizuje sobie przestrzeń w taki sposób, żeby odpowiadała jego biologicznym i społecznym potrzebom. Ludzkie ciało postrzega przestrzeń w następujących opozycjach: wertykalnie/horyzontalnie, góra/dół, tył/przód, prawa/lewa. 
Proces oznaczania, określania przestrzeni to zarazem proces obarczania jej swoimi doświadczeniami i swoją historią, to proces tworzenia miejsc symbolicznych. Ważnym szczegółem przestrzeni trwałej jest to, że stanowi ona coś w rodzaju formy odlewniczej, modelującej większą część naszych zachowań. W doświadczeniu znaczenie przestrzeni nakłada się często na znaczenie miejsca. Przestrzeń jest bardziej abstrakcyjna niż miejsce. To, co na początku jest przestrzenią staje się miejscem w miarę poznawania i nadawania wartości.
Przestrzeń i miejsce są zasadniczymi składnikami naszego świata, uważamy je za oczywiste, kiedy jednak zaczniemy się nad nimi zastanawiać dostrzeżemy może niespodziewane znaczenie i pojawią się pytania o których nie myśleliśmy przedtem.